# Urobilin
Urobilin je lančani tetrapirolni kemijski spoj, jedan od završnih produkata u razgradnju hema (iz hemoglobina), žuti pigment koji daje mokraći boju.
Urobilin nastaje iz urobilinogena, koji nastaje od bilirubina tako što ga u probavnom sustavu bakterije pretvaraju u urobilinogen. Dio urobilinogena nastalog u probavnom sustavu se ponovno repasorbira kroz sluznicu u krvotok, dok dio ostaje u probavnom sustavu i izlučuje se stolicom kao sterkobilinogen tj. sterkobilin. Veliki dio reapsorbiranog urobilnogena se putem jetre ponovno izluči u žuč, dok oko 5% urobilinogena se izluči putem bubrega u mokraću, gdje urobilinogen oksidira u urobilin, žuti pigment. 